# Dipartimento della Lippe
Lippe era il nome di un dipartimento del Primo Impero francese nell'attuale Germania. Il nome era dovuto al fiume Lippe. La capitale era Münster.

## Suddivisione amministrativa
Il dipartimento era suddiviso nei seguenti arrondissement e cantoni (situazione al 1812):
- Münster (Munster), cantoni: Dülmen (Dulmen), Haltern (Halteren), Münster (Munster), Nottuln (Noettulen) e Sankt Mauritz (Saint-Maurice).
- Neuenhaus, cantoni: Bad Bentheim, Heede, Neuenhaus, Nordhorn e Wesuwe.
- Rees, cantoni: Bocholt, Borken, Emmerich (Emmerick), Rees, Ringenberg e Stadtlohn (Statslohn).
- Steinfurt, cantoni: Ahaus, Billerbeck, Coesfeld, Ochtrup, Rheine e Steinfurt.

La popolazione del dipartimento nel 1812 ammontava a 339.355 abitanti.